# Ormetica xanthia
Ormetica xanthia är en fjärilsart som beskrevs av George Francis Hampson 1901. Ormetica xanthia ingår i släktet Ormetica och familjen björnspinnare. Inga underarter finns listade i Catalogue of Life.